# Automolis obscura
Automolis obscura är en fjärilsart som beskrevs av Abel Dufrane 1945. Automolis obscura ingår i släktet Automolis och familjen björnspinnare. Inga underarter finns listade i Catalogue of Life.